# Buddleja candida
Buddleja candida là một loài thực vật có hoa trong họ Huyền sâm. Loài này được Dunn mô tả khoa học đầu tiên năm 1920.